# Холугаланд
Холугаланд (на норвежки: Hålogaland) се е наричала най-северната провинция на Норвегия през Средновековието. През викингската епоха преди обединението на Норвегия от крал Харал Прекраснокосия Холугаланд е било малко кралство между Намдален в Нор-Трьонелаг и Люнген в Тромс. Изрязаният релеф в този регион предлагал превъзходни укрития за викингските кораби и удобен път през Бяло море, който осигурявал удобен излаз към Русия.
Холугаланд често се споменава в древноскандинавските саги, особено в Сага за Инглингите. Регионът е бил населяван от народ, назоваван „хьолги“ (Hǫlgi) по името на известен местен герой – конунгът Хьолги.
Но древноскандинавските саги говорят за народ халейги (háleygr). Древният нордически вариант на името на областта е Hálogaland като думата е съставена от две части – háleygr и land, за първата не е ясно нейното значение, а втората означава „земя“. Готският историк Йорданес в своята Гетика написана ок. 551 г., споменава народа „Adogit“ живял в далечния Север (това бил най-северният народ в Скандза, името, което Йорданес дава на Скандинавия) и е възможно това название да е било стара форма на „háleygr“. Алекс Улф, средновековен историк, счита, че името Hålogaland идва от северното сияние (северните светлини, огънят в небето) – loga извежда от logi („огън“) т.е. това е Земята на върховния (небесния) огън. Известно е, че Логи е персонаж от скандинавската митология, огнен великан, самото олицетворение на огъня. Той е син на Форньот, който в митологията е представен като великан, но в скандинавските саги Форньот е човек от плът и кръв, крал на „Gotlandi, Kænlandi and Finnlandi“, и неговата кралска кръвна линия е продължена от синовете му Логи, Кари и Егир. Така напр. в една от сагите – „Þorsteins saga Víkingssonar“ (7 век), Логи е крал, управлявал северната част на Норвегия, който понеже бил по-силен от всеки друг мъж в земите си, бил наречен Hálogi („високият, големият Логи“) и по неговото име кралството било наречено Hålogaland.

## Личности
В по-ново време един от най-известните жители на Холугаланд бил прославилият се пътешественик Отар от Холугаланд, живял през 9 в.